# Прожектор перестройки
«Проже́ктор перестро́йки» — информационно-аналитическая телепередача в СССР конца 1980-х годов.

## История
Передача была создана в период гласности и предназначалась для освещения и критики проводимых в стране реформ, названных «перестройка». Премьера программы состоялась 3 августа 1987 года, её выпуски длительностью 10—15 минут выходили в эфир после программы «Время». С конца 1987 года по 1989 год на Второй программе Центрального телевидения Гостелерадио СССР транслировалась с сурдопереводом.
Проект сравнивали с легендарной программой «Взгляд». Сергей Ломакин в газете «Музыкальная правда» вспоминал:
Свобода слова просто обрушилась на нас в период «гласности», и какой-то там совсем свирепой цензуры не было. К тому же уже эфирились «Прожектор перестройки» и молчановская «До и после полуночи».
В качестве музыкального сопровождения заставки телепередачи использовалась композиция Where’s The Walrus группы Alan Parsons Project.
Газета «Известия» тех лет писала:
Трудно припомнить какую-то другую передачу Центрального телевидения, которая вызывала бы столь большой интерес. Наша газета дважды публиковала отклики телезрителей на эту передачу, но письма продолжают поступать. Еще больше их получает отдел писем ЦТ: уже поступило более 20 тысяч.

## Некоторые сюжеты
В ноябре 1988 года в одном из выпусков телепередачи было объявлено, что популярный певец и диск-жокей Сергей Минаев получает за концерт две тысячи рублей.
По словам самого певца, «сколько получают другие известные артисты, не уточнялось. Точнее, вырезалось из эфира по требованию тех же артистов. Их фамилии и положение в обществе позволяло им это сделать. Я же выступил „козлом отпущения“.
А всё дело было в том, что Министерство культуры СССР, а также все филармонии бывшего Союза, контролирующие все концерты по стране „остались с носом“. Открытые по всей стране концертные кооперативы с ними не считались и договаривались с артистами напрямую… Одной из таких акций и был „проплаченный“ „Прожектор перестройки“ на первой программе ЦТ. Директора филармоний и чиновники Министерства, брызгая слюной, орали: „Отдайте наши бабки!..“ Услышав такие цифры, страна вздрогнула».

## В культуре
Программа «Прожектор перестройки» упоминается в песне «Здорово и вечно» из одноимённого альбома омской панк-рок группы «Гражданская оборона».